# Kelly Fairchild
Kelly Gary Fairchild (* 9. April 1973 in Hibbing, Minnesota) ist ein ehemaliger US-amerikanischer Eishockeyspieler. In den Jahren 2005 und 2006 wurde er mit den Eisbären Berlin zwei Mal Deutscher Meister.

## Karriere
Fairchild begann seine Eishockeykarriere 1991 an der University of Wisconsin–Madison, für die er in der Western Collegiate Hockey Association spielte. Bereits in seinem ersten Jahr zeigte er gute Leistungen und erzielte in 41 Spielen 21 Scorerpunkte. Daraufhin wurden einige NHL-Scouts auf den damals 18-Jährigen aufmerksam. Schließlich waren es die Los Angeles Kings, die ihn während des NHL Entry Draft 1991 in der siebten Runde an insgesamt 152. Position auswählten. Fairchild verweilte noch zwei Jahre an der Universität und schloss sein Studium ab. Anschließend wechselte er in die American Hockey League zu den St. John’s Maple Leafs, dem Farmteam der Toronto Maple Leafs.
Er spielte überwiegend in der AHL und absolvierte erst in seiner zweiten Saison ein NHL-Spiel. In der Spielzeit 1996/97 folgten weitere 22 Einsätze in der NHL, in denen er zwei Scorerpunkte erzielte. Zur Saison 1998/99 schloss sich der 1,81 m große Stürmer als Free Agent den Dallas Stars an. In Dallas konnte sich Fairchild nicht durchsetzen. Weitere Karrierestationen in den folgenden Jahren waren unter anderem die Colorado Avalanche. 
Nachdem er sich letzten Endes kaum noch Chancen auf ein dauerhaftes Engagement in der NHL ausrechnete, zog es ihn zur Saison 2002/03 in die Deutsche Eishockey Liga zu den Eisbären Berlin. Fairchild entwickelte sich zu einem der Leistungsträger und war darüber hinaus einer der wichtigsten Scorer im Team. Im Jahr 2003 stand er im Kader der US-Nationalmannschaft, mit der er an der Eishockey-Weltmeisterschaft der Herren 2003 in Finnland teilnahm. Die US-amerikanische Mannschaft spielte ein schlechtes Turnier und musste sogar um den Klassenerhalt zittern, den sie erst in der Abstiegsrunde sichern konnten. Der gelernte Stürmer absolvierte sechs Spiele, in denen er fünf Tore erzielte und eine Plus/Minus-Statistik von +3 aufweisen konnte. 
In den Jahren 2005 und 2006 gewann er die Deutsche Meisterschaft mit den Eisbären Berlin. Nachdem seine Leistungen in der Spielzeit 2006/07 nachließen, wurde Fairchilds Vertrag in Berlin nicht verlängert. Daraufhin konnte in das Management der Vienna Capitals von einem Engagement ihn Wien überzeugen. Im Sommer 2009 beendete er seine aktive Eishockeykarriere.

## Erfolge und Auszeichnungen
| - 1994 WCHA First All-Star Team - 1996 Teilnahme am AHL All-Star Classic - 2003 Teilnahme am DEL All-Star Game - 2004 Teilnahme am DEL All-Star Game | - 2005 Deutscher Meister mit den Eisbären Berlin - 2006 Deutscher Meister mit den Eisbären Berlin - 2009 Asia-League-Ice-Hockey-Meister mit den Nippon Paper Cranes |